# Erbi(III) nitrat
Erbi(III) nitrat là một hợp chất vô cơ của erbi và acid nitric có công thức hóa học Er(NO3)3. Hợp chất tạo thành tinh thể màu hồng, dễ tan trong nước, cũng tạo thành tinh thể ngậm nước.

## Điều chế
Một cách đơn giản để điều chế erbi(III) nitrat là hòa tan erbi kim loại trong acid nitric:
{\displaystyle {\mathsf {Er+6HNO_{3}\ \xrightarrow {} \ Er(NO_{3})_{3}+3NO_{2}+3H_{2}O\uparrow }}}
Hoặc hòa tan erbi(III) oxide/erbi(III) hydroxide trong acid nitric:
{\displaystyle {\mathsf {Er(OH)_{3}+3HNO_{3}\ \xrightarrow {} \ Er(NO_{3})_{3}+3H_{2}O\uparrow }}}
Một cách khác là phản ứng của nitơ dioxide với erbi kim loại:
{\displaystyle {\mathsf {Er+3N_{2}O_{4}\ \xrightarrow {} \ Er(NO_{3})_{3}+3NO\uparrow }}}

## Tính chất vật lý
Erbi(III) nitrat tạo thành tinh thể màu hồng, có tính hút ẩm.
Nó tạo thành tinh thể Er(NO3)3·5H2O hoặc Er(NO3)3·6H2O. Pentahydrat có cấu trúc giống Y(NO3)3·5H2O, các hằng số mạng tinh thể a = 0,6603 nm, b = 0,9516 nm, c = 1,052 nm, α = 63,65°, β = 84,6°, γ = 76,07°.
Cả erbi(III) nitrat khan và ngậm nước đều bị phân hủy khi đun nóng.
Hợp chất tan trong nước và EtOH.

## Tính chất hóa học
Erbi(III) nitrat ngậm nước bị phân hủy nhiệt để tạo thành ErONO3 và sau đó thành erbi(III) oxide.

## Ứng dụng
Nó được sử dụng để điều chế erbi kim loại và trong thuốc thử hóa học.